# Astro (dostawca telewizyjny)
Astro – malezyjski dostawca telewizji satelitarnej, działający od października 1996 r.
Jest największą platformą płatnej telewizji w kraju; dociera do ok. 75 proc. malezyjskich gospodarstw domowych. We wrześniu 2014 r. obsługiwał 4 mln abonentów.